# Quechua puneño
Quechua puneño (Punu qhichwa simi) es una rama dialectal del quechua-IIC hablada en el Perú meridional, en el Departamento de Puno. Su habla es muy cercana al que se halla en el norte de La Paz en Bolivia.
Pertenece al grupo C o quechua meridional del Quechua II. Es una subvariante del quechua sureño. Incorpora las consonantes plosivas aspiradas y glotalizadas procedentes del idioma aymara.
Es hablado por 72.000 personas aproximadamente, en las jurisdicciones de las provincias de:
- Azángaro
- Carabaya
- Melgar
- Lampa
- San Román
- San Antonio de Putina
- Sandia
- Puno (distritos de : Coata, Huatta, Capachica, Amantaní, Hatuncolla, San Antonio, Puno, Mañazo, Vilque, Tiqillaca y Paucarcolla)
- Huancané (distritos de: Huatasani, Pusi, Taraco, y Huancané)
- villa San Juan

### Léxico diferenciado
Aunque el ministerio de educación del Perú incluye al quechua cuzqueño y al quechua puneño en una sola macrovariante, en la práctica el quechua puneño presenta ciertos rasgos que lo diferencian del primero, por ejemplo en variación del léxico:
| Glosa         | Quechua chanca | Quechua cuzqueño | Quechua puneño |
| ------------- | -------------- | ---------------- | -------------- |
| Callarse      | Upallay        | Upallay          | Upallay        |
| Día de mañana | Paqarin        | Paqarin          | Paqarin/Qaya   |
| Entrar        | Yaykuy         | Haykuy           | Waykuy         |
| Frágil        | Qapya          | Qhapra           | Qhaqwa         |
| Tierra        | Allpa          | Allpa/Hallp'a    | Hallp'a        |
| Sembrar       | Muru           | Yapuy            | T’akay         |
| Recibir       | Chaski         | Chaskiy          | Hap’iy/Chaskiy |

## Obras
- Arenga a Bolívar (José Domingo Choquehuanca)
- Poemario (Gamaliel Churata)